# Flughafen Manas

i7
i11
i13
Der Internationale Flughafen Manas (kirgisisch «Манас» эл-аралык аэропорту, russisch Международный аэропорт «Манас», IATA-Code: BSZ, ICAO-Code: UCFM, RU-LID: БИШ) ist der Flughafen der kirgisischen Hauptstadt Bischkek. Der Flughafen liegt 28 km nordwestlich der Hauptstadt. Er ist nach der kirgisischen Nationaldichtung Manas benannt.
Auf dem Gelände befand sich die Manas Air Base. Dieser Militärflugplatz wurde von der Air Force der Vereinigten Staaten von Ende 2001 bis Juni 2014 als „Manas Transit Center“ betrieben. Die USA und andere Verbündete nutzten den Stützpunkt zum Transport und zur Versorgung ihrer Streitkräfte in Afghanistan. Insgesamt wurden 5,5 Millionen US-Soldaten über Manas nach Afghanistan ein- und ausgeflogen.
Bis zum 11. August 2025 trug der Flughafen den IATA-Code FRU, welcher von Frunse, dem Namen der Stadt Bischkek während der Jahre 1926 bis 1991, abgeleitet wurde.

## Luftwaffenbasis
2002 errichtete die US Air Force aufgrund seiner geografischen Nähe zu Afghanistan die Manas Air Base. Ursprünglich wurde die Basis nach dem New York Fire Department Chief Peter J. Ganci, Jr. benannt (Ganci Air Base), der bei den Anschlägen am 11. September 2001 in New York unter den Opfern war. Die Landebahn ist eine der längsten in der Region.
Die Luftwaffenbasis wurde auch von elf weiteren in Afghanistan aktiven Staaten genutzt. Im Jahr 2006 hielten sich dort ständig etwa 1200 NATO-Soldaten auf. Die Basis diente hauptsächlich zur Versorgung der US- und ISAF-Streitkräfte in Afghanistan. Die Jahresmiete für die Basis wurde im Jahr 2006 von 20 Millionen auf 150 Millionen US-Dollar erhöht. Bei der Bevölkerung sind die US-Soldaten nicht zuletzt aufgrund der Erschießung eines unbewaffneten Usbeken nebst etlichen weiteren Vorfällen unbeliebt.
Am 3. Februar 2009 kündigte der kirgisische Staatspräsident Kurmanbek Bakijew die Schließung der Luftwaffenbasis an. Nach Angaben Bakijews seien die Vereinigten Staaten nicht zu höheren Kompensationen für die Truppenstationierung in Kirgisistan bereit. Für die Schließung wurde der kirgisischen Regierung eine russische Finanzhilfe in Höhe von rund zwei Milliarden Dollar zugesagt. Laut Informationen von WikiLeaks soll China für die Schließung der Luftwaffenbasis für die Vereinigten Staaten 3 Milliarden Dollar zugesagt haben. Anfang März 2009 beschloss das kirgisische Parlament auch die Aufkündigung der Nutzungsverträge mit den anderen Staaten, die zu dem Zeitpunkt mit den USA verbündet waren. Im Juni 2009 erlaubte Kirgisistan den USA dann doch die weitere Nutzung der Luftwaffenbasis. Im Oktober 2013 begannen die USA den auf neun Monate projektierten Umzug von Manas zum rumänischen Flughafen Constanța.

## Zwischenfälle
- Am 24. August 2008 stürzte eine Boeing 737-200 (EX-009) mit 90 Personen an Bord kurz nach dem Start vom Flughafen Manas nahe Bischkek ab. Dabei kamen 65 Personen ums Leben. Der Flug war von Itek Air durchgeführt worden (siehe auch Iran-Aseman-Airlines-Flug 6895).[8]
- Am 16. Januar 2017 stürzte eine Boeing 747-412F der ACT Airlines, welche im wet-lease für die Turkish Airlines unterwegs war, bei der Landung in ein Wohngebiet ab. Alle vier Besatzungsmitglieder und mindestens 33 Anwohner kamen dabei ums Leben. Das Flugzeug wurde von ACT Airlines betrieben und war von Turkish Airlines für diesen Flug gechartert worden (siehe auch Turkish-Airlines-Flug 6491).[9]

## Airlines
- TezJet Air
- Air Astana
- Aeroflot
- Avia Traffic Company
- Air Manas
- China Southern Airlines
- Flydubai
- Pegasus Airlines
- S7 Airlines
- Tajik Air
- Turkish Airlines
- Ural Airlines
- Uzbekistan Airways